# Road Rash
Road Rash är ett racingspel utvecklat och utgivet av Electronic Arts, släppt 1991.

## Handling
Spelet utspelar sig i USA, där spelaren kontrollerar en motorcyklist och deltar i olika illegala lopp ute på vägarna. Man kan vinna de olika loppen antingen genom att "spela fult" och knocka kombattanterna i farten med sina händer, fötter eller andra tillhyggen, eller också försöka undvika motståndarnas. Förutom andra motorcyklister är ytterligare "hinder" också oljefläckar, bilar, poliser och kringströvande kor. Om man blir utslungad från sin motorcykel eller kör på något måste man springa tillbaka till fordonet. 
Genom att vinna tävlingar klättrar man i tabellen och får mer pengar som man kan köpa nya, bättre motorcyklar för.